# Оулавюр Дарри Оулафссон
Оулавюр Дарри Оулафссон (исл. Ólafur Darri Ólafsson; род. 13 марта 1973, Коннектикут) — исландский актёр, продюсер и сценарист.

## Биография
Оулавюр родился 13 марта 1973 года в Коннектикуте. Его родители вернулись в Исландию, когда ему было четыре года.
Оулавюр окончил Исландскую театральную школу в 1998 году. После окончания он стал участвовать в многочисленных постановках в Национальном театре Исландии и Городском театре Рейкьявика, а также работал с различными независимыми театральными коллективами. Он является одним из основателей театра Вестурпорт в Рейкьявике.
Оулавюр известен во всем мире своей ролью Андри, начальника полиции в небольшом городке на севере Исландии, в сериале «В западне». Балтазар Кормакур, создатель сериала, сказал, что Оулавюра выбрали на главную роль потому, что он не был типичным исполнителем главных ролей. Телевизионный критик из британской «Гардиан» назвал его игру «столь же замечательной, как пейзаж». Сам Оулавюр сказал, что он основал своего персонажа на образе собственного отца.
В июне 2016 года Оулавюр снялся в клипе на композицию Winter Sound исландской группы Monsters and Men, в видеоряде его артикуляция синхронизирована с пением вокалистки группы.
Оулавюр получил роль в адаптации для канала AMC романа NOS4A2 Джо Хилла, Оулавюр исполнил роль Бинга Партриджа.

## Личная жизнь
Оулавюр поддерживает отношения с исландской танцовщицей Ловисой Оск Гуннарсдоуттир. У них есть две дочери, родившиеся в 2010 и 2014 годах.

## Награды и номинации
- Премия «Эдда» за лучшую роль — «Дети[англ.]» (2006, номинация)
- Премия «Эдда» за лучший сценарий (в соавторстве с Рагнаром Брагасоном[англ.] и другими) — «Дети» (2006, победа — групповая награда)
- Кинопремия Северного совета — «Дети» (2007, групповая номинация)
- Премия «Эдда» за лучший фильм — «Родители[англ.]» (2007, победа — групповая награда)
- Премия «Эдда» за лучшую роль второго плана — «Тюремная смена[англ.]» (2010, номинация)
- Премия «Эдда» за лучший сценарий — «Подводное течение» (2011, номинация в группе)
- Премия «Эдда» за лучшую роль — «Страна бурь[англ.]» (2011, победа)
- Премия «Эдда» за лучшую роль — «Глубина[англ.]» (2013, победа)
- Приз кинофестиваля в Карловых Варах лучшему актёру — «XL[исл.]» (2013, победа)[9]
- Премия «Эдда» за лучшую роль — «XL» (2014, номинация)
- Премия «Эдда» за лучшую роль — «Министр[англ.]» (2021, победа)
- Премия «Эдда» за лучшую роль — «Путешествие[англ.]» (2022, номинация)
- Премия «Эдда» за лучшую роль второго плана — «Операция „Наполеон“[англ.]» (2023, номинация)
- Кинопремия Северного совета — «Прикосновение[англ.]» (2024, номинация в группе)

## Фильмография
- Pearls and Swine (1997, Bjartmar)
- Úr öskunni í eldinn (2000)
- Fiasco (2000, Gulli)
- 101 Рейкьявик (2000) — Марри
- Icelandic Voice of Hagrid in «Harry Potter & the Philosopher’s Stone» and «Chamber of Secrets»
- Virus au paradis (2003, Ornithologue)
- Njálssaga (2003, Skarphéðinn)
- Áramótaskaup 2004 (2004)
- Беовульф и Грендель (2005) — Унферт
- Thicker than Water (2006, Börkur)
- Children (2006, Marinó)
- The Eagle (2006, 1 episode, Computertyven)
- Parents (2007, Marino)
- Kassinn (2007, Kalli Torfason)
- Skaup (2007)
- White Night Wedding (2008, Sjonni)
- Mannaveiðar (2008)
- Country Wedding (2008, Egill)
- Reykjavík-Rotterdam (2008, Elvar)
- 1066 (2009, 1 episode, Gyrd)
- Epic Fail (2009, Palli)
- Fangavaktin (2009, 7 episodes, Loðfíllinn)
- King’s Road (2010, Ray)
- Подводное течение (2010) — Сайвар
- Permille (2010, Erik)
- Stormland (2011, Böddi — Böðvar Steingrímsson)
- Ódauðleg ást (2011, Alley Zombie)
- Контрабанда (2012) — Олаф
- Aurar (2012, Torfi)
- The Deep (2012, Gulli)[10]
- XL (2013, Leifur Sigurdarson)
- Невероятная жизнь Уолтера Митти (2013) — пилот вертолёта
- Line of Sight (2014, Edgar)
- How and Why (2014, Bill Senior)
- Banshee Origins (2014, 1 эпизод) — Йона Ламбрехт
- Банши (2014, 2 эпизода) — Йона Ламбрехт
- Настоящий детектив (2014, 1 эпизод) — Дювалль
- Harry Og Heimir (2014, Ísleifur Jökulsson)
- Прогулка среди могил (2014) — Йонас
- Ártún (2014, Voice of Jaffi’s Father)
- Последний охотник на ведьм (2015) — Белиал[11]
- Trapped (2016, Andri Ólafsson, series 1, 10 episodes; исл. Ófærð)
- Большой и добрый великан (2016) — Девохряп
- Lady Dynamite (2016, 5 episodes, Scott)
- Пропавший без вести (2016, 5 эпизодов) — Стефан Андерсен
- Изумрудный город (2017, 3 эпизода) — Оджо[англ.][12]
- Trapped (2018, Andri Ólafsson, series 2, 10 episodes; исл. Ófærð)
- Шпион, который меня кинул (2018) — финский турист
- Мег: Монстр глубины (2018) — Уолл
- End of Sentence (2018, Stone)
- Фантастические твари: Преступления Грин-де-Вальда (2018) — Скендер
- Загадочное убийство (2019) — Сергей Радженко
- Хильда (2018) — голоса
- Исчезновение (2018) — Бур
- Как приручить дракона 3 (2019) — голос Рагнар Рока
- Вдова (2019) — Ариэл
- Страна Рождества (2019) — Бинг Партридж
- Евровидение: История огненной саги (2020) — Нилс Бронгус